# Bracquetuit
Bracquetuit ist eine französische Gemeinde mit 333 Einwohnern (Stand 1. Januar 2022) im Département Seine-Maritime in der Region Normandie (vor 2016 Haute-Normandie). Sie gehört zum Arrondissement Dieppe und zum Kanton Neufchâtel-en-Bray (bis 2015 Kanton Tôtes). Die Einwohner werden Bracourtuitais genannt.

## Geographie
Bracquetuit liegt etwa 34 Kilometer südlich von Dieppe im Pays de Bray. Umgeben wird Bracquetuit von den Nachbargemeinden Montreuil-en-Caux im Nordwesten, La Crique im Nordosten, Saint-Victor-l’Abbaye im Südwesten, Étaimpuis im Süden sowie Grigneuseville im Südosten.

## Bevölkerungsentwicklung
| Jahr      | 1962 | 1968 | 1975 | 1982 | 1990 | 1999 | 2007 | 2014 |
| Einwohner | 323  | 282  | 248  | 256  | 298  | 304  | 304  | 342  |

## Sehenswürdigkeiten
- Kirche Sainte-Marguerite aus dem 12. Jahrhundert